# 藤間生大
藤間 生大（とうま せいた、1913年5月16日 - 2018年12月10日）は、日本の歴史学者、考古学者で、古代日本史から近代東アジア史まで幅広く研究を行った。

## 来歴
広島市生まれ。1936年、早稲田大学文学部史学科卒。1938年、日本評論社入社、戦前には教育科学研究会生活教育研究部会に参加。1945年7月、埼玉県立浦和中学校教諭、1949年、民主主義科学者協会事務局常任書記長、1951年まで務める。1952年の第25回衆議院議員総選挙及び1953年の第26回衆議院議員総選挙に埼玉1区から出馬するが落選。1971年、熊本商科大学教授、同付属海外事情研究所長、1982年、退職。
日本共産党に属し、戦後しばらく、マルクス主義歴史学者として、井上清、石母田正と並んで盛名を馳せ、当時の学生の必読書となった。皇国史観を打ち破り、考古学的に古代日本国家のあり方をとらえた、岩波新書『埋もれた金印』はロングセラーとなる。
2018年12月10日、老衰のため死去。105歳没。

## 著書
- 日本古代家族 伊藤書店, 1943
- 日本古代国家-成立より没落まで,特にその基礎構造の把握と批判（伊藤書店、1946）
- 日本庄園史-古代より中世に至る変革の経済的基礎構造の研究（近藤書店、1947）
- 歴史の学びかた 危機における歴史と歴史学 伊藤書店 1950
- 埋もれた金印-女王卑弥呼と日本の黎明（岩波新書、1950）
- 国家権力の誕生 日本評論社, 1951
- 日本民族の形成-東亜諸民族との連関において（岩波書店、1951）
- 日本武尊 創元社, 1953
- 歴史と実践 大月書店, 1955
- 民族の詩 東京大学出版会, 1955 (東大新書)
- やまと・たける 古代豪族の没落とその挽歌 角川新書, 1958
- 東アジア世界の形成（春秋社、1966）
- 倭の五王（岩波新書、1968）
- 邪馬台国の探究 青木書店, 1972
- 近代東アジア世界の形成（春秋社、1977）
- 東アジア世界研究への模索 研究主体の形成に関連して 校倉書房 1982
- 壬午軍乱と近代東アジア世界の成立（春秋社、1987）
- 希望の歴史学 藤間生大著作論集（磯前順一・山本昭宏編、ぺりかん社、2018年）ISBN 978-4-8315-1515-5